# Guirault Bédout
Œuvres principales
Lou parterre gascoun (Lo partèrra gascon)
Guirault Bédout (Auch, 1617-Auch, 3 mai 1692) est un écrivain armagnacais de langue d'oc (de parler gascon). Il était également médecin dans sa ville natale. Son prénom de baptême est en occitan (Guirault) alors que son acte de décès mentionne Gérard, Bédout ayant effectivement vécu à une époque ou l'usage quotidien administratif quasi exclusif du gascon cédait petit à petit face la pression de l'usage écrit de français.
Son œuvre poétique fut publié sous le titre de Parterre gascon (Partèrra gascon, selon la norme classique), de 1642. Il s'agit d'un hommage très rapproché de l'œuvre de Pierre Goudouli, le grand poète toulousain du siècle.

### Critique
- Anatole, Cristian - Lafont, Robert. Nouvelle histoire de la littérature occitane. Paris : P.U.F., 1970.
- Bec, Pierre. Le Siècle d'or de la Poésie gasconne. Paris : Les Belles Lettres, 1997.  (ISBN 2-251-49006-X).
- Michelet, Jules. Bedout (Géraud), poète gascon du XVIIe siècle. Auch : Foix, 1896.
- Michelet, Alexandre. Poètes gascons du Gers. Genève : Slatkine Reprint, 1972.
- Couraou, Jean-François. Premiers combats pour la langue occitane : manifestes linguistiques occitans : XVIe – XVIIe siècles de Pey de Garros; Guillaume de Salluste Du Bartas; Bertrand Larade; Robert Ruffi; Pierre Goudouli; Jean-Géraud Dastros; Gérard Bédout;. Biarritz : Atlantica, 2001.

## Pour approfondir